# Friedrich-Ludwig-Jahn-Denkmal (Mittenwalde)

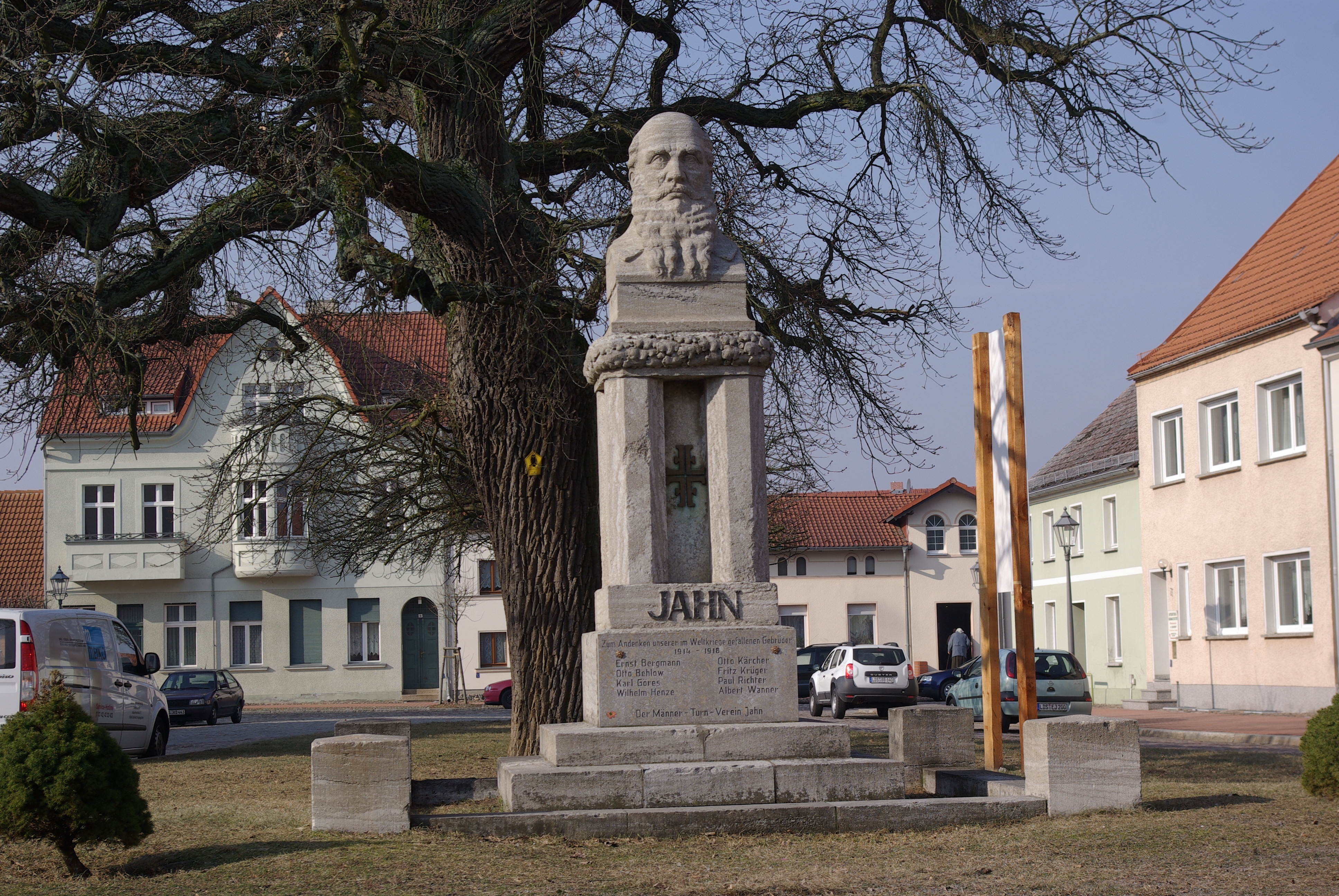
Jahn-Denkmal in Mittenwalde

Das Friedrich-Ludwig-Jahn-Denkmal ist ein städtisches Denkmal für den Turnvater Friedrich Ludwig Jahn  in Mittenwalde im Landkreis Dahme-Spreewald im Land Brandenburg.

## Geschichte
Zu Beginn des 20. Jahrhunderts wurden in vielen Städten Deutschlands Denkmale für Friedrich Ludwig Jahn errichtet. Nachdem in Dahme/Mark im Jahr 1903 ein Denkmal eingeweiht wurde, setzte sich eine Stiftung in Mittenwalde dafür ein, den Turnvater auch in Mittenwalde zu ehren. Zum 50. Jubiläum des im August 1863 gegründeten Männerturnvereins errichtete man daher im Jahr 1913 am Salzmarkt ebenfalls ein Denkmal. Es wurde vom Berliner Bildhauer Oskar Krüger geschaffen. Er verwendete bayrischen Muschelkalk aus Kirchheim bei Würzburg. Krüger schuf einen quadratischen Sockel mit einer Umwehrung. Die vier achteckigen Säulen stellen die vier Charaktereigenschaften der Turnerei „Frisch, fromm, fröhlich, frei“ und werden von einem vergoldeten Turnerkreuz geschmückt. Die Säulen tragen die Büste des Turnvaters, der auf einer mit Eichengirlanden gesäumten Platte ruht. Das Denkmal hat ein Gesamtgewicht von rund 115 Kilogramm, davon entfallen auf die Büste rund sieben Kilogramm. Nach dem Ersten Weltkrieg brachte man am Sockel die Namen der gefallenen Mitglieder des Turnvereins an. Sie wurde im Jahr 1998 von Mittenwalder Steinmetz Heinz Fluthwedel erneuert.
Hinter dem Denkmal befindet sich eine im Volksmund genannte „Friedenseiche“, die 1816 nach dem Sieg über Napoleon von den Bewohnern gepflanzt wurde. An diesem Platz übergab der Bürgermeister Schwarz die Stadt am 26. April 1945 der Roten Armee.